# Bancinu
El MV Bancinu fue un transbordador que provocó el llamado Desastre del luzzu de Gozo de 1948, que ocurrió el 30 de octubre de 1948, cuando un barco pesquero luzzu que transportaba pasajeros desde Marfa, Malta, a Mġarr, Gozo, volcó y se hundió en mares agitados frente a Qala, matando a 23 de las 27 personas que iban a bordo. Las investigaciones realizadas después del accidente determinaron que el barco había estado sobrecargado, ya que transportaba aproximadamente el doble de su capacidad.

## Hundimiento
El 30 de octubre de 1948, el ferry de Gozo MV Bancinu partió del puerto de Mġarr, Gozo, a las 13:15 y, debido a los fuertes vientos del suroeste, desembarcó a sus pasajeros en la Bahía de San Pablo en lugar del lugar de atraque habitual en Marfa. Este viaje duró más que la ruta habitual y el desembarque en la bahía de San Pablo también fue más lento, por lo que la siguiente travesía programada desde Marfa de las 16:30 fue cancelada. Sin embargo, algunos pasajeros que tenían la intención de abordar este ferry ya habían partido en autobús desde La Valeta. El gerente del servicio de ferry, Mariano Xuereb, prometió a los pasajeros varados que se proporcionaría un luzzu (un barco de pesca tradicional) para llevar a los pasajeros de Marfa a Gozo, pero luego cambió de opinión y no envió el barco.
Un policía que se encontraba entre los pasajeros varados telefoneó a sus superiores en Gozo, quienes informaron al sargento S. Galea, un policía de servicio en Mġarr, para que hiciera los arreglos necesarios para recoger a los pasajeros. Se envió otro luzzu tripulado por Salvu Refalo y Karmnu Grima, y los 25 pasajeros varados (24 hombres y 1 mujer) subieron a bordo del barco. El número de personas en el barco era mayor de lo esperado y, a pesar de la propuesta de Refalo y Grima de hacer dos viajes, los pasajeros insistieron en hacer un solo cruce.
El luzzu partió de Marfa en mares tranquilos y el viaje transcurrió sin incidentes hasta que el barco pasó por la isla de Comino. En ese punto, el mar se volvió más agitado debido a la dirección del viento y el timonel dijo a los pasajeros que sería mejor dirigirse a la bahía de Ħondoq ir-Rummien que al puerto de Mġarr. Sin embargo, los pasajeros no estuvieron de acuerdo e insistieron en ir directamente a Mġarr.
Mientras el barco era azotado por las olas, uno de los pasajeros, Leli Camilleri, miembro del MUSEUM, los invitó a rezar el rosario. Alrededor de las 20:00, cuando el barco estaba a unos 50 metros de la orilla, cerca de una zona conocida como Il-Ġolf taċ-Ċawl , el agua comenzó a entrar en el barco. Los pasajeros entraron en pánico y el luzzu volcó. Uno de los pasajeros, Karmnu Attard, logró nadar hasta la orilla y fue al pueblo de Qala para llamar a la policía en Mġarr, informando a las autoridades sobre el accidente.

## Rescate
La operación de búsqueda y rescate fue llevada a cabo por la policía, la Marina Real Británica (entonces Malta aún era una colonia británica conocida como Malta británica), la Real Fuerza Aérea inglesa y algunos civiles de Gozo. El destructor HMS Cheviot fue enviado a la zona, al igual que un barco de recuperación de torpedos y una lancha de la RAF. El luzzu hundido fue descubierto y recuperado del fondo del mar.
Aparte de Attard, otros tres pasajeros lograron nadar hasta la orilla, mientras que las otras 23 personas a bordo murieron. Uno de los supervivientes había llegado al Blata taċ-Ċawl y tuvo que ser izado hasta un acantilado para ponerse a salvo. Los supervivientes fueron trasladados al hospital de Gozo.
El 1 de noviembre se recuperaron siete cadáveres. Aviones de la RAF y buques de guerra y de policía continuaron la búsqueda y recuperaron los cuerpos restantes en los días siguientes. Algunos cadáveres fueron encontrados en Fomm ir-Riħ seis días después del naufragio. Los exámenes post mortem determinaron que la mayoría de las víctimas murieron por asfixia debido al ahogamiento, mientras que otras murieron por contusiones cerebrales y shock.